# واين د. بينيت
واين د. بينيت (بالإنجليزية: Wayne D. Bennett)‏ هو سياسي أمريكي، ولد في 7 نوفمبر 1927 في شالر في الولايات المتحدة، وتوفي في 3 سبتمبر 2015 في إيدا غروف في الولايات المتحدة. حزبياً، نشط في الحزب الجمهوري. وقد انتخب عضو مجلس ولاية آيوا.